# Venencia

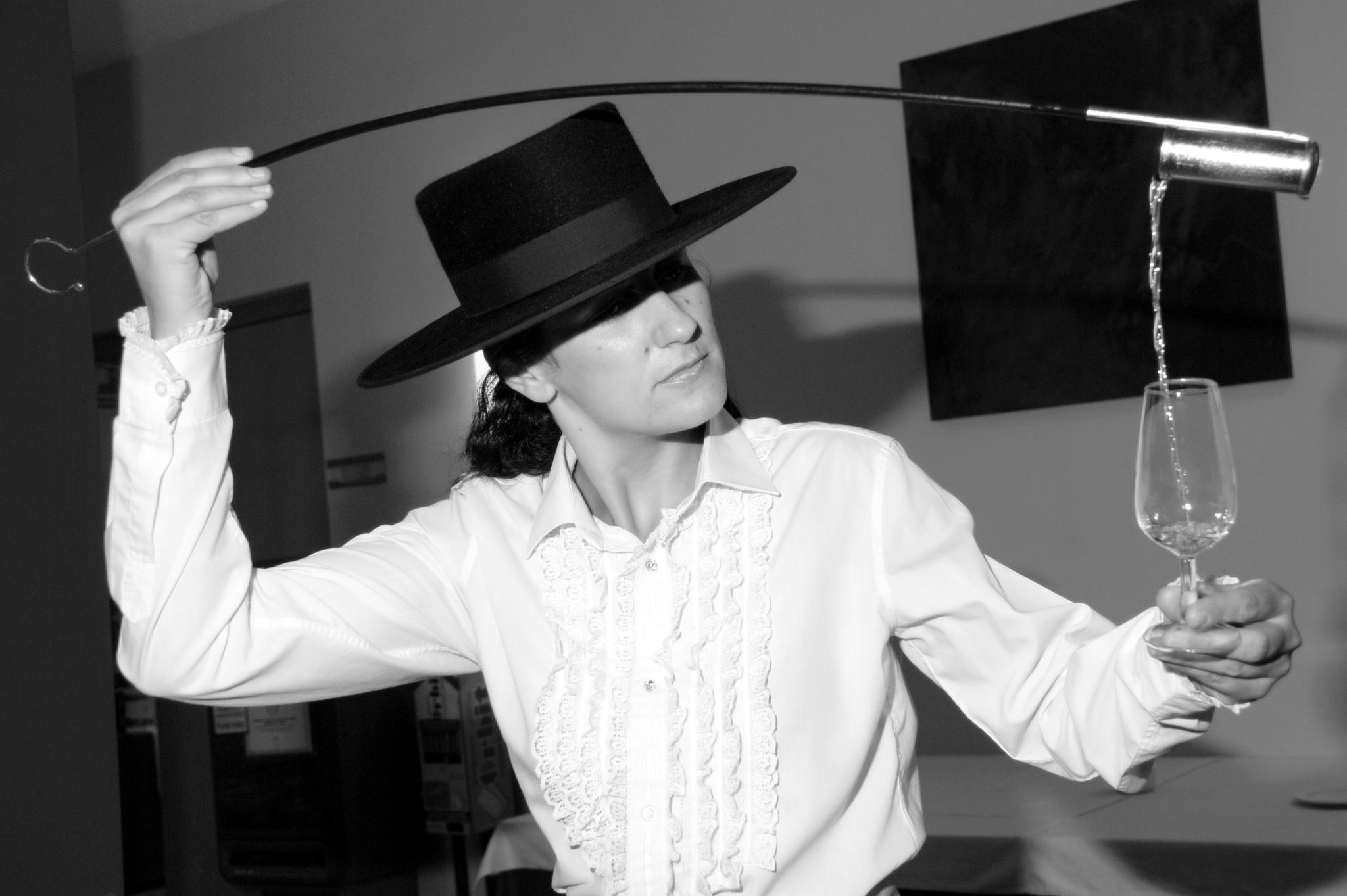

Une venencia (mot espagnol) est un petit récipient cylindrique attaché à une longue tige, utilisé à l'origine en Andalousie pour extraire le vin d'un tonneau.

## Histoire et utilisation

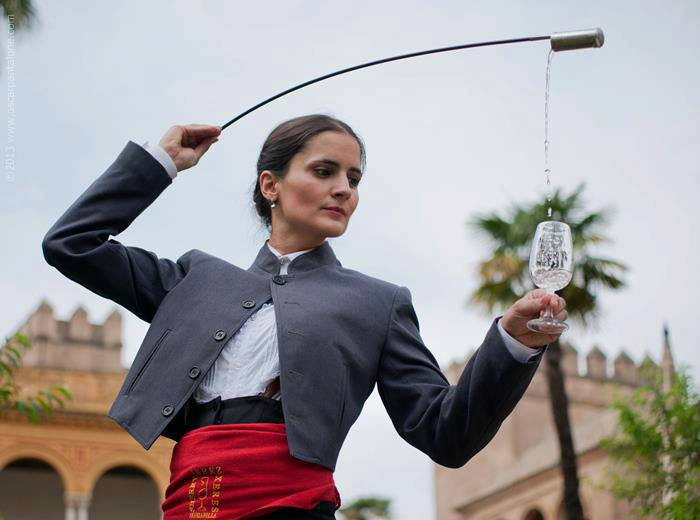
Venenciadora en habit traditionnel.

Ce terme vient étymologiquement du mot espagnol avenencia signifiant accord. En effet, la venencia tire son origine des transactions d'achat ou de vente de vin se faisant auparavant dans les bodegas : lorsqu'un accord était trouvé (avenencia), un verre de vin était offert, extrait des tonneaux au moyen d'un instrument auquel a été donné le nom de venencia.
L'utilisateur qualifié dans cette tâche est appelé venenciador ; la perfection d'une telle habileté est considérée comme un art, ainsi que la fabrication de la venencia elle-même, un métier tombé en désuétude.

## Fabrication
Une venencia se compose d'un manche muni d'un crochet métallique à une extrémité et d'un récipient cylindrique de l'autre. Initialement, le manche était en os de baleine, mais il a ensuite été fait de ressorts d'acier recouverts de caoutchouc, puis de PVC. La venencia est nécessaire pour extraire le vin d'un tonneau et le transférer au verre de dégustation correctement : la forme du contenant cylindrique permet de traverser la couche de levure qui repose sur le vin, en évitant que ce voile soit mélangé avec le liquide extrait.